# Giải bóng đá vô địch quốc gia Albania 1960
Thống kê của Giải bóng đá vô địch quốc gia Albania mùa giải 1960.

## Tổng quan
Có 10 đội bóng tham gia thi đấu, và Dinamo giành chức vô địch.

## Bảng xếp hạng
| Pos | Club                | P  | W  | D | L  | A  | P  | Pts |
| 1   | Dinamo              | 18 | 15 | 2 | 1  | 44 | 9  | 32  |
| 2   | Partizani           | 18 | 12 | 4 | 2  | 41 | 12 | 28  |
| 3   | 17 Nëntori          | 18 | 8  | 4 | 6  | 22 | 17 | 20  |
| 4   | Skënderbeu Korçë    | 18 | 7  | 5 | 6  | 23 | 27 | 19  |
| 5   | Besa                | 18 | 6  | 6 | 6  | 18 | 19 | 18  |
| 6   | Flamurtari Vlorë    | 18 | 5  | 6 | 7  | 18 | 17 | 16  |
| 7   | Labinoti            | 18 | 3  | 7 | 8  | 13 | 28 | 13  |
| 8   | Tomori              | 18 | 4  | 4 | 10 | 18 | 34 | 12  |
| 9   | KS Vllaznia Shkodër | 18 | 4  | 4 | 10 | 11 | 30 | 12  |
| 10  | Lokomotiva          | 18 | 3  | 4 | 11 | 11 | 26 | 10  |

Ghi chú: '17 Nëntori' là KF Tirana, 'Labinoti' là KS Elbasani và 'Lokomotiva' là Teuta